# 引ク出ス ヒッパランド
『引ク出ス ヒッパランド』（ひクだス ヒッパランド、北米タイトル: Stretchmo、欧州タイトル: Fullblox）は、任天堂より2015年5月13日に発売されたニンテンドー3DS用アクションパズルゲーム。引ク押スシリーズの第4作目。

## 概要
引ク押スシリーズは、作中に登場する遊具を利用しながらゴール地点への到達を目指すというのが共通の内容だが、本作では「ヒクダス」という遊具を用いる。ヒクダスはステージ中央に固定されたブロックで、前後左右からそれぞれ最大2段階まで引き出しのようにブロックを引き出すことができる。
本作は無料でダウンロードできるが、最初の「はじめてコーナー」の7コース以外のものをプレイする場合は、有料コンテンツを購入する必要がある。各コンテンツを個別に購入した場合、一部をまとめて購入した場合、全てをまとめて購入した場合でそれぞれ合計金額が異なる。

## ゲームシステム
引き出しのようなブロック「ヒクダス」を引いたり押したりしてブロックを登りゴールを目指す、という過去作に類似したコンセプトだが、今作では横や後ろへもブロックを引き出すことができる。
また、逆三角形型のスイッチ（押すとスイッチと同じ色のブロックが全て手前に最大限引き出される）やひし形のスイッチ（押すと同じ色のブロックが4方向に最大限引き出される）、マンホール（ブロックを引き出すと現れ、同じ色のマンホールにワープできる）などのシリーズ過去作にも存在した仕掛けが今作にも登場する。
「コロンのアクション広場」では敵も出現する（倒すことはできないが、敵の上に乗るなど仕掛けの一部として利用しながらパズルを解く）。

## ゲームモード
はじめてコーナー
基本的なルールを学ぶモード。全7コース。無料。
広場
マロのわくわく広場
様々なタイプのコースが収録されている。全100コース。有料。
ポピーのオブジェ広場
動物などをかたどったヒクダスが多く登場する。全50コース。有料。
コロンのアクション広場
敵の攻撃をよけたり利用したりしながらゴールを目指す、アクションゲームの要素が強いコースを収録。全50コース。有料。
おじいさんのファミコン広場
任天堂製のファミリーコンピュータ用ゲームソフトに登場するキャラクターなどを題材にしたコースを収録。全50コース。有料。
ゲキむずマウンテン
高難易度のコースを収録したモード。全50コース。上記の4つの「広場」を全て購入し全クリアするとプレイできるようになる。

## ヒクダス工房
オリジナルのヒクダスを作成できるモード。奥行きのあるヒクダスを作る「オブジェモード」と平面的なヒクダスを作る「イラストモード」がある。上記の「広場」を1つ以上購入すると利用可能になる。

## 評価
ファミ通は、「操作やテクニックを段階的に身につけて実践するうちに、見た目や仕掛けが楽しいステージが登場し、さらに先に進みたくなるという構成も見事です。」「試行錯誤しては「ああ、なるほど！」と解にたどり着くループに、夢中になりました。」とし、巻き戻し機能についても高く評価している。